# Casteul Brissac

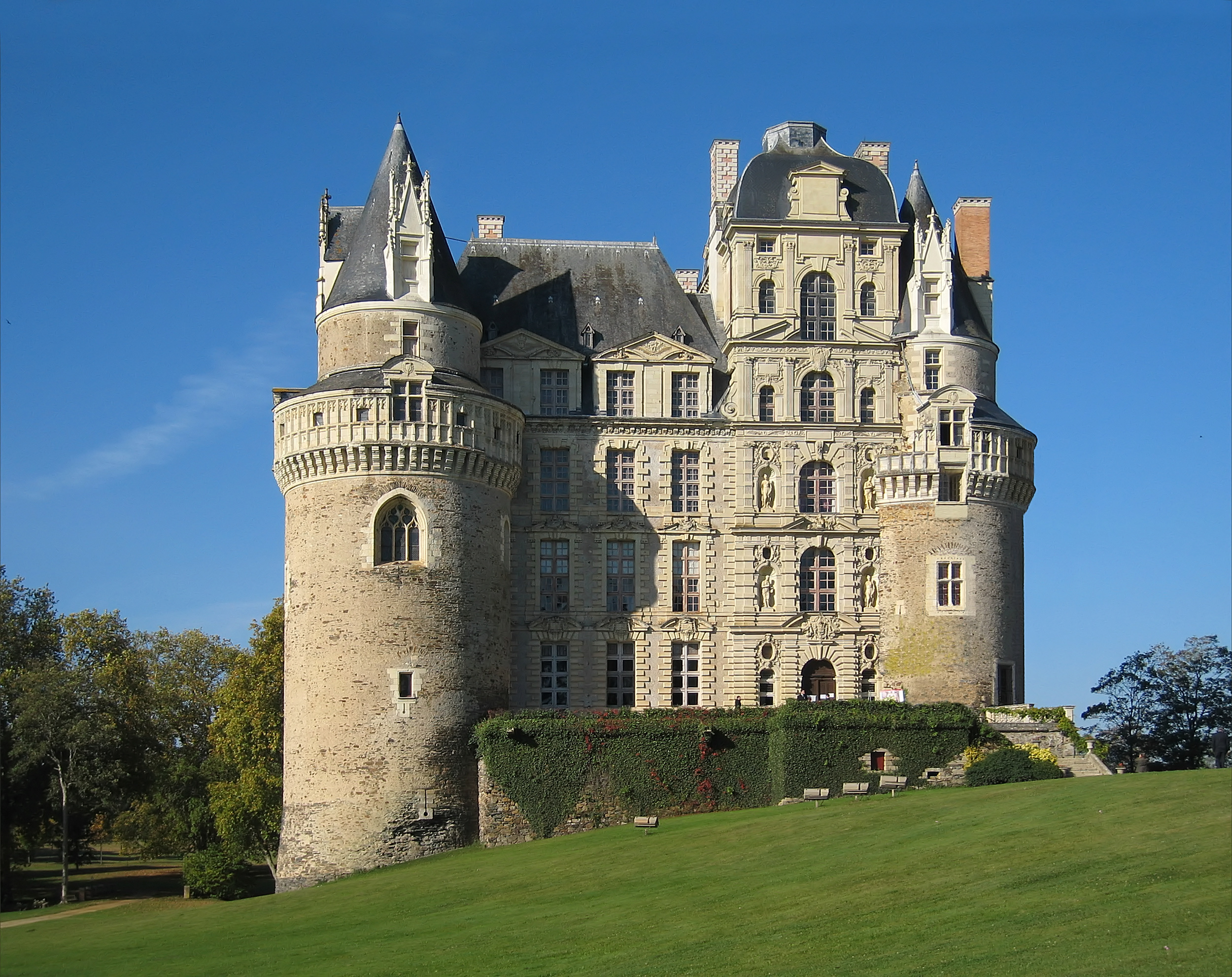
Castelul Brissac – aripa principală dintre turnuri și construcția inițială

Castelul Brissac se află în orașul francez Brissac-Quincé în departamentul Maine-et-Loire, la circa 15 km sud de orașul Angers. Castelul are peste șapte etaje și 204 spații și poartă denumirea de „Gigantul Loarei”. 

## Vechiul castel
Castelul Brissac a fost construit în secolul al XI-lea inițial de contele de Anjou. După victoria lui Filip al II-lea, proprietatea este dată lui Guillaume des Roches. La mijlocul secolului al 15-lea Pierre de Brézé, ministrul lui Carol al VII-lea și Ludovic al XI-lea a obținut proprietatea și a ridicat un castel medieval cu turnuri rotunde puternice. Două dintre ele flanchează încă și azi fațada principală. Ele sunt printre puținele care au mai rămas din clădirea din secolul al XV-lea. În anul 1465 Pierre de Breze moare în Bătălia de la Montlhéry și în 1502 familia Brézé a fost constrânsă să vândă castelul lui René de Cossé, șambelan a lui Carol al VIII-lea. Urmașii săi sunt azi încă proprietarii castelului Brissac.
Carol al II-lea de Cosse-Brissac a fost în timpul războaielor religioase din Franța unul din liderii Ligii Catolice și din 1594 stathuder al Parisului. El a vrut să pună capăt războiului civil și l-a recunoscut pe Henric al IV-lea ca rege legitim al Franței. La 22 martie 1594, lăsându-i porțile deschise, i-a dat lui Henric al IV-lea posibilitatea de a ocupa orașul practic fără luptă. Drept mulțumire regele a ridicat în 1611 castelul Brissac ca ducat și i-a conferit lui Charles al II-lea gradul de Feldmareșal și Pair a Franței. De asemenea, i-a permis să reconstruiască castelul, care fusese puternic deteriorat în timpul războiului.